# Passer iagoensis
El gorrión de Cabo Verde o gorrión grande (Passer iagoensis) es una especie de ave paseriforme de la familia Passeridae. Es endémica del archipiélago de Cabo Verde, en el océano Atlántico oriental, cerca de África occidental.

## Descripción
Es un gorrión pequeño, con unos 12,5 a 13 centímetros de largo y una longitud alar de 5,5 a 6,9 centímetros. Su plumaje es similar al del gorrión común (Passer domesticus), y de manera similar presenta dimorfismo sexual. El macho tiene el píleo y una raya ocular de color negro o negro o grisáceo, la nuca gris y una pequeña mancha blanca en la parte inferior de la frente. Los lados de la cabeza, especialmente por encima del ojo, son de un rico color canela. Los escapularios son de color blanco y marrón, mientras que el resto de las partes superiores son de color marrón manchado de negro y beige. Las mejillas y las partes inferiores son de color gris pálido y la garganta y la barbilla están marcadas con un pequeño babero negro. La hembra es de color marrón grisáceo, con las alas y el pecho de negro rayado y las partes inferiores de color gris pálido. Es muy similar a la hembra del gorrión común pero tiene una lista superciliar pálida más evidente. Los juveniles se asemejan a las hembras adultas, pero los machos jóvenes son más castaños desde una edad temprana, con el rastro de un babero negro en la barbilla. En 1898, el ornitólogo Boyd Alexander reportó que los adultos comienzan la muda a principios de febrero, y algunas aves seguían en muda a finales de mayo.

## Taxonomía

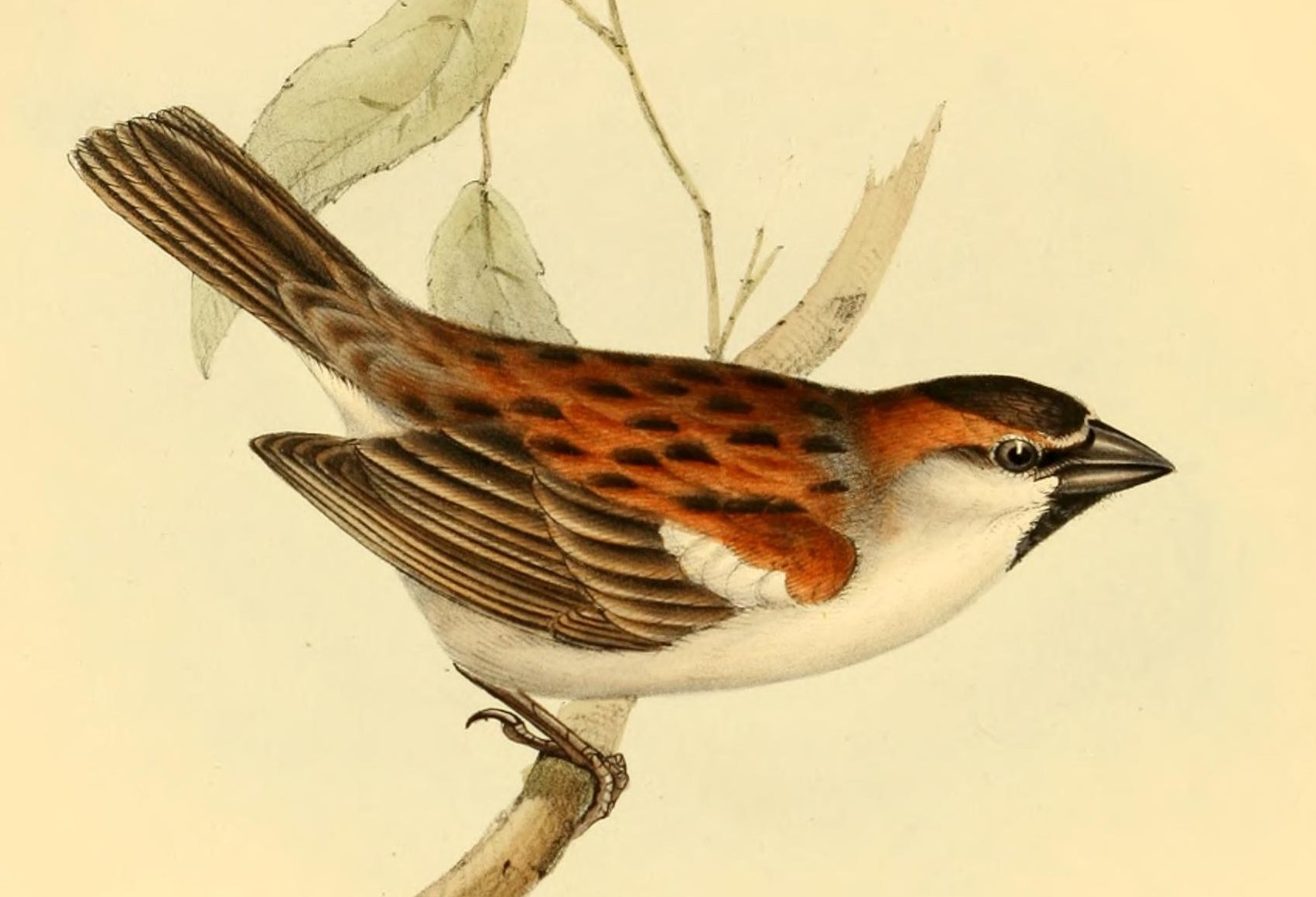
Ilustración de un macho por John Gould.

Fue recogido por primera vez por Charles Darwin durante la primera parada del segundo viaje del HMS Beagle en la isla de Santiago (St. Iago). Fue descrito para él en 1837 por el zoólogo John Gould, en el Proceedings of the Zoological Society of London, y le dio el nombre de Pyrgita iagoensis. En el momento en que Gould escribió The Zoology of the Voyage of H.M.S. Beagle con Darwin y otros tres zoólogos en 1841, lo colocó en el género Passer, donde permanece.
Dentro de su género, el gorrión de Cabo Verde ha sido considerado uno de los «gorriones rojizos» africanos, un grupo que también incluye especies tales como el gorrión grande (Passer motitensis). Estas aves fueron tratadas generalmente como especies distintas hasta que Reginald Ernest Moreau escribió en 1962 Check-list of the Birds of the World, agrupando el de gorrión de Cabo Verde y los gorriones rojizos continentales como una sola especie Passer motitensis. Esta taxonomía fue seguida con frecuencia hasta que J. Denis Summers-Smith, una autoridad mundial en gorriones, argumentó en la década de 1980 que muchas diferencias en la morfología y comportamiento del gorrión de Cabo Verde y la separación con los otros gorriones rojizos por unos 5000 kilómetros, son motivos suficientes para el estatus de especie. Los estudios de ADN mitocondrial y nuclear desde entonces han sugerido que puede ser un pariente cercano del gorrión común (Passer domesticus) y el gorrión moruno (Passer hispaniolensis) y no de los gorriones rojizos.
El ornitólogo francés Émile Oustalet describió un espécimen de Branco como una especie separada Passer brancoensis en 1883, que fue reconocida como la subespecie Passer iagoensis brancoensis por W. R. P. Bourne, quien afirmó observar diferencias entre gorriones de diferentes islas. Según Bourne, las aves de Passer iagoensis iagoensis en las islas más boscosas del sur son más oscuros y más grandes, y además se comportan de forma similar al gorrión común y moruno, compitiendo con ellos por los mejores hábitats alterados por el hombre. Posteriormente escribió que las variaciones que vio incluían dos tendencias clinales, se vuelven más oscuras hacia el sur, y de tamaño más pequeño más alejado de la costa continental. Charles Vaurie, examinando las diferencias en el plumaje y las mediciones de especímenes en los museos más importantes, no encontró ninguna variación significativa, y tampoco Vaurie ni Summers-Smith reconocieron ninguna subespecie.

## Distribución y hábitat
Es endémica del archipiélago de Cabo Verde. Es común en la mayoría de islas, excluyendo Fogo (de la que está ausente) y Santa Luzia, Branco y Sal (en las que es escaso). Vive comúnmente en una variedad de hábitats, incluyendo llanuras de lava, acantilados costeros, quebradas, y los límites de tierras de cultivo, a altitudes de hasta 1200 m. También se presenta en áreas pobladas y jardines, donde se puede solapar un poco con el gorrión común, pero por lo general no con el gorrión moruno. El gorrión moruno se presenta en tierras cultivadas más ricas con árboles más grandes y poblados, lo que restringe al gorrión de Iago a las tierras cultivadas más áridas con árboles más pequeños. En los asentamientos donde habitan tanto el gorrión común como el gorrión de Iago, los primeros tienden a ocupar las zonas más densas, mientras que los segundos se hallan principalmente alrededor de árboles y espacios abiertos. En las zonas agrícolas el gorrión de Iago puede hacer un cierto daño a los cultivos, sobre todo por el consumo de yemas y brotes. La especie es muy común dentro de su rango limitado, aunque su población exacta no se conoce. Aunque el tamaño de su área de distribución significa que puede estar en riesgo a los cambios imprevistos en su entorno, está evaluado como «preocupación menor» en la Lista Roja de la UICN.
En mayo de 2013 cuatro gorriones de Cabo Verde vagabundos fueron vistos en Hansweert, en los Países Bajos, después de haber volado en un barco a su paso por la isla de Raso.

## Comportamiento

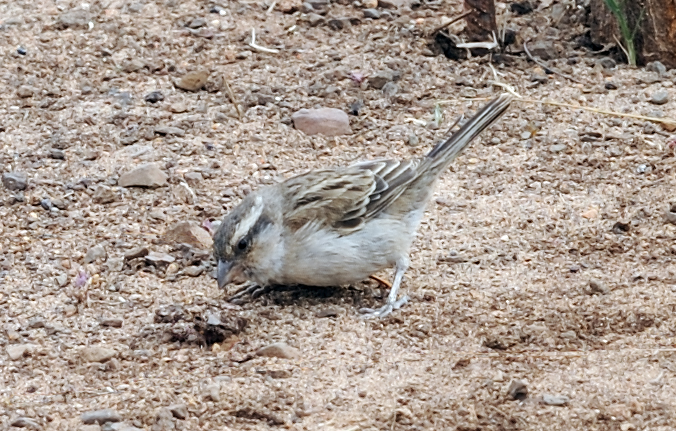
Una hembra forrajeando, en Sal

Son gregarios cuando se alimentan y se reproducen. Fuera de la temporada de reproducción, están siempre en bandadas, que pueden ser de considerable tamaño. Se reúne con otras aves, incluso currucas, como la curruca capirotada (Sylvia atricapilla) y carricero de Cabo Verde (Acrocephalus brevipennis). No es muy tímido hacia los seres humanos, lo que les permite acercarse, incluso mientras está en su nido. Las aves en la aislada y deshabitada isla de Raso incluso se posan en los visitantes humanos con poco miedo. Debido a la escasez de agua para beber en su hábitat, tiene una fuerte atracción a las fuentes de agua, y puede congregarse en grandes bandadas cuando los humanos les proveen agua para beber. A menudo se le ve darse baños de polvo en pequeños grupos, un comportamiento necesario para mantenerse limpio con la escasez de agua.
Los adultos se alimentan principalmente de semillas y de granos, pero además de insectos y de brotes de plantas. Pueden hacer daño a los cultivos por el consumo de hojas tiernas y, como los gorriones comunes, se alimentan de las sobras de comida disponibles en casas cercanas. Los pichones, a diferencia de los adultos, se alimentan casi exclusivamente de insectos, especialmente de orugas, moscas y ortópteros. Forrajea principalmente en el suelo, moviéndose nerviosamente mientras se aferra a la tierra como un ratón.

### Reproducción
La temporada de cría generalmente comienza en agosto y septiembre con el inicio de la estación húmeda, pero el clima durante un año en particular puede cambiar el tiempo de reproducción. En Cima, W. R. P. Bourne observó que las hembras se quedaban en bandadas mientras los machos comenzaban a tomar posiciones en las laderas rocosas de donde podían cantar. La época de reproducción es normalmente lo suficientemente larga para que los polluelos de algunas parejas emplumen antes de que otros, incluso comiencen a construir su nido; el mayor número de parejas se reproducen cuando inician las lluvias, de octubre a noviembre. El macho comienza a construir el nido, pero una vez que la pareja está formada ambas aves participan en la construcción y permanecen juntas. La cópula se produce después la construcción del nido, en la cual la hembra predomina en la pareja por un tiempo. El macho invita a la hembra a copular dando una exhibición del cortejo, y después de ignorarlo y picotearlo al principio, la hembra solicita la cópula agachándose ella misma. Cuando aparecieron cuatro vagabundos en los Países Bajos en mayo de 2013, un macho fue visto montando a un segundo varón, al parecer después de que el segundo se agachó sumisamente para resolver una pelea entre ellos. Este es el único caso registrado de conducta homosexual en gorriones.
Los nidos suelen construirse a pocos metros de distancia, en colonias de un máximo de cerca de 10 parejas, aunque a veces algunas parejas anidan solas. El nido puede ser construido en una variedad de hábitats, y por lo general es construido en forma de cuenco, en un agujero o grieta en un acantilado o una pared. Pueden utilizar estructuras construidas por humanos, tales como los aleros de las casas y farolas. El nido es una estructura abierta hecha de hierba, forrado con plumas y pelos, empacados densamente para compacticidad. Algunos ornitólogos han informado que este pájaro construye nidos en forma de cúpula en árboles acacia, pero estos registros pueden reflejar confusión con el gorrión moruno. La nidada promedio contiene tres a cinco huevos. Ambos sexos incuban los huevos y llevan comida a sus crías, pero las hembras son más activas. Los huevos son incubados durante períodos cortos, de alrededor de 10 minutos, y los machos incuban durante períodos más cortos y con menos frecuencia. Aunque el macho acompaña a la hembra cuando ella busca comida y la lleva a sus crías, él con menos frecuencia lleva algo por sí mismo; una vez que los jóvenes abandonan el nido y dejan el nido el macho es más activo alimentándolos.